# Maunatlala
Maunatlala è un villaggio del Botswana situato nel distretto Centrale, sottodistretto di Serowe Palapye. Il villaggio, secondo il censimento del 2011, conta 4.552 abitanti.

## Località
Nel territorio del villaggio sono presenti le seguenti 18 località:
- Chalaole di 9 abitanti,
- Dikgatlhong di 19 abitanti,
- Elebi di 39 abitanti,
- Kgaragana di 33 abitanti,
- Kobalemakabe di 28 abitanti,
- Lotsane di 59 abitanti,
- Marokolwane di 11 abitanti,
- Mmabothubela di 16 abitanti,
- Mogaleng,
- Mokgalwaneng di 15 abitanti,
- Molapong di 14 abitanti,
- Moralana di 14 abitanti,
- Mothathane di 6 abitanti,
- Mototswane di 34 abitanti,
- Ntsingwane di 15 abitanti,
- Segobedie di 25 abitanti,
- Sesarweng di 39 abitanti,
- Tshokana di 23 abitanti